# Història del Comtat d'Urgell
La història del Comtat d'Urgell abasta el període actiu del comtat d'Urgell des de Borrell I d'Urgell-Cerdanya, primer comte documentat el 798, fins a la integració definitiva d'aquest comtat a la Corona d'Aragó el 1413. Pel comtat hi varen passar fins a tres subdinastíes diferents, la primera fou la del Casal d'Urgell, la segona fou el Casal de Cabrera-Urgell i per darrer el Casal Aragó-Urgell o Casal Urgell-Aragó.
Nomenats en primera instància pels reis francs, els comtes urgellencs, progressivament, en van fer un títol hereditari i, a la pràctica, van esdevenir independents, participant de les campanyes contra els musulmans a la frontera del sud, en col·laboració o competència amb altres comtes de la marca coetanis. Després d'un breu període sota el control del comtes d'Aragó, entre el 820 i el 838, la casa comtal de Barcelona va governar el comtat, de fet, la branca urgellenca se separà de la barcelonina, creant la primera dinastia comtal d'Urgell, des d'Ermengol I (992-1011) a Aurembiaix d'Urgell (1209-1231), quan s'extingeix la dinastia i passà a una segona casa comtal en mans dels vescomtes de Cabrera i d'Àger (1209-1314). L'extinció de la via masculina va traspassar, a través de l'hereva Teresa d'Entença, a la casa reial aragonesa, més concretament a l'infant Jaume d'Aragó (1328-1347), fill d'Alfons el Benigne. La tercera dinastia va perdurar fins a l'any 1413, quan Ferran d'Antequera va desposseir Jaume el Dissortat del títol i va annexionar el patrimoni del comtat a la corona.

Avui en dia l'Església d'Urgell engloba bona part dels antics dominis i influències del comtat d'Urgell. Aquest comtat era anomenat Estat d'Urgell o País d'Urgell i esdevenia el més important dels comtats catalans dintre el Principat però també amb una rellevància exterior considerable, sobretot a Castella on molts comtes hi visqueren sinó també a tota l'Occitània i altres contrades. Segons Salazar de Mendoza:
| « | Aquest Estat d'Urgell és de tanta qualitat al Principat de Catalunya, i els que l'han posseït han estat grans Senyors | » |

Tot i així la història del comtat d'Urgell, es pot dir, que va més enllà del simple comtat, ja que avui dia encara reviscola la seua importància. N'és present la llengua del comtat, l'Urgellenc, així com la seva important i rellevant estructura que viu, avui dia amb l'església d'Urgell. També es poden trobar les restes del Castell Comtal a Castellciutat (la Seu d'Urgell) o el castell de Balaguer (Castell Formós), ambdós residència del comtes urgellencs.

## Història del títol
Inicialment, el títol de comte era designat pel rei dels francs, el qual podia atorgar-lo juntament altres comtats de la Marca Hispànica. Tanmateix, amb el pas dels anys, el càrrec esdevingué hereditari. Guifré el Pilós va ser el primer a transmetre'l hereditàriament i ja el comte Borrell II seria el qui deixaria de retre homenatge al rei dels francs, que just havia canviat a la dinastia Capeta, provocant, de fet, tot i que no de dret, la independència dels comtats de la marca, que finalment va arribar a anomenar-se «Príncep de la terra gòtica» (Gothlandia).

### Formació del comtat; guerres musulmanes
- La conquesta omeia d'Hispània fou la conquesta del Regne de Toledo pel Califat de Damasc, que començà el 711 i finalitzà el 714.
- La primavera del 714 els musulmans arribaren a la vall de l'Ebre i un cop assegurada la rereguarda sotmetent Corduba, Spali, Mèrida i Tulaytula, l'ocupació del territori passava pel domini dels centres urbans més importants del Regne dels Visigots, entre ells Cesaracosta. L'entrada dels musulmans a Cesaracosta fou pacífica, però alguns nobles visigots i alts dignataris eclesiàstics van fugir al Pirineu. Després de la conquesta de la Tarraconense el valí d'Hispània As-Samh ibn Màlik al-Khawlaní va envair la Gàl·lia Narbonesa. Amb el valiat d'Arbuna assegurat, i sobretot amb el port d'Arbuna, els mariners àrabs eren els amos del Mediterrani occidental, sotmetent ràpidament les ciutats controlades pels comtes visigots. L'any 731 el valí berber de Narbona i la regió de Cerdanya Uthman ibn Naissa impugnà Abd-ar-Rahman ibn Abd-Al·lah al-Ghafiqí per raó de l'opressió que patien els berbers al nord d'Àfrica i va pactar una treva amb el duc d'Aquitània Odó el Gran. En represàlia al-Ghafiqí envià una missió per capturar a Uthman, qui durant el transcurs del Combat de Llívia quedà assetjat i fou mort. Finalment però la major part de la Tarraconense va ser integrada al Ath-Thaghr al-Alà, la frontera superior de l'emirat de Còrdova, sota la direcció de la família de gots conversos a l'islam (muladís) dels Banu Qassi.
- La invasió musulmana de la Gàl·lia (França) fou el darrer episodi de la conquesta de l'Àndalus, quan el valí d'Hispània, as-Samh ibn Màlik al-Khawlaní, va envair el ducat de Septimània el 720.
- La conquesta carolíngia d'Hispània va començar el 759 al Rosselló.
- L'any 795 Girona i, vers el 788, la Cerdanya i Urgell foren agrupats en la nova Marca hispànica, dins l'estructura de l'antic ducat de Septimània. Territoris conquerits per Carlemany.
- Cap a l'any 788-798, Borrell I d'Urgell-Cerdanya esdevé comte d'Urgell i de Cerdanya.
- 793: Els sarraïns del general Abd-al-Malik, en retornar per la vall del Segre de la seva infructuosa expedició a Septimània, assolen tota la regió de la Cerdanya. Després, a l’Urgellet, destrueixen completament la ciutat romano-visigòtica d’Arse-durgui (Castellciutat) i el centre episcopal visigòtic d’Urgell que hi ha a la ciutadella d’Orgia o Orgelia.[5]

Pel que respecta als governants, en ser una època de guerra no es pot determinar exactament qui foren. Entre els anys 720 i 778 l'Urgell (ciutat de la Seu d'Urgell) fou dominada per visigots tot i que els musulmans sovint saquejaven, cremaren i arrasaren la ciutat. No fou fins a l'any 778 que els musulmans conquereixen l'Urgell i restà sota el seu domini fins 788 quan són expulsats per Carlemany.

### Comtes nomenats
Els primers comtes d'Urgell van ser nomenats pels reis dels francs (de la dinastia carolíngia) que a partir del 843 esdevindrien reis de França i, com a tals, eren vassalls seus. Des de la fi del segle ix els reis van perdre el poder de nomenar els nous comtes. Per contra, el títol es transmetia de forma hereditària, normalment de pares a fills. Tot i això, els comtes d'Urgell continuaven sent vassalls dels reis de França alhora que transmetien certa obediència al comite de Barcelona com a senyor de tots els comtats catalans.

## Cronologia històrica

Regne visigot vers l'any 700

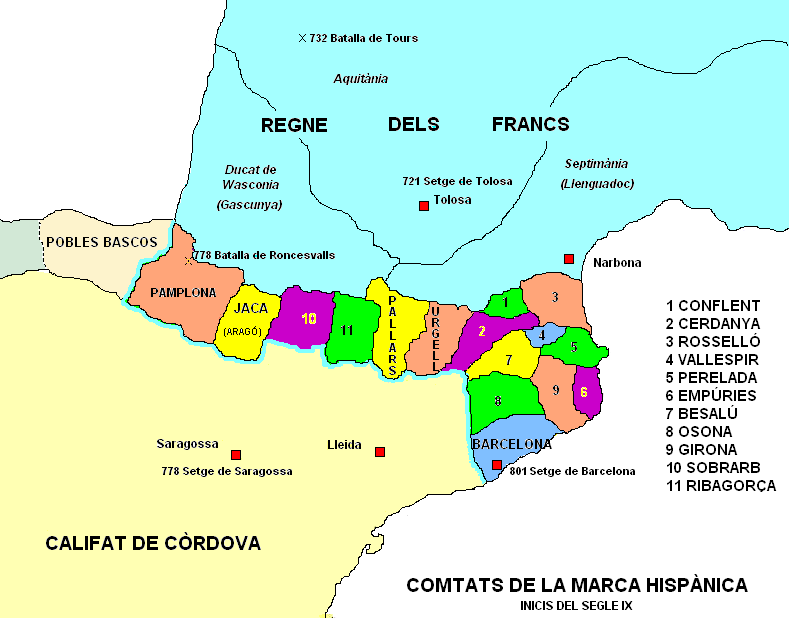
Comtats catalans i d'altres territoris a inicis del

Frontera comtal als segles IX, XI i

Els comtats catalans a la mort de Ramon Berenguer III (1131).Andorra dins el comtat

Els comtats catalans a la mort de Ramon Berenguer III (1131).Andorra dins el comtat

### La capital, la Seu d'Urgell
La història de la ciutat d'Urgell s'estén al llarg de 4000 anys a la història des de 1699 a.C quan es considerà fundada la ciutat fins ara. D'aleshores ençà la ciutat s'ha transformat i ha patit molts canvis. A continuació s'esmenten els més rellevants.

#### Edat antiga
- 1699 a.C: Segons la llegenda, any de fundació de la ciutat per part d'Hèrcules l'Egipcià.

#### Història medieval
- 527 d.C: Primeres evidències d'una catedral visigòtica a la ciutat romana d'Orgia, Urgellum, a l'actual Turó de Castellciutat. Primera menció del bisbat d'Urgellum i el seu bisbe, Sant Just.
- 781: Any d'inici del pontificat del Bisbe Fèlix d'Urgell, conegut per les seves tesis adopcionistes, considerades heretgia.
- 793: Destrucció de la ciutat d'Urgell per part de les tropes d'Abd-al-Malik ben Abd-el Uahid i inici de la seva reconstrucció i ampliació a un dels barris de la ciutat situat a la plana del turó de Castellciutat, el vicus Sedis Urgellii.
- 813: Aparició del Comtat d'Urgell i el primer comte d'Urgell-Cerdanya escollit per Carlemany, el Comte Borrell I.
- 839: Any de l'Acte de Consagració de Santa Maria d'Urgell.
- 980: Inici de la sobirania episcopal del Bisbat d'Urgell.
- 1010: Inici del pontificat del Bisbe Ermengol I i reorganització canònica de la Catedral d'Urgell.
- 1029: Primera menció documentada d'un mercat a la Seu.
- 1035: Mort del Bisbe Ermengol I al caure al Segre des d'un pont al Pont de Bar.
- 1036: Primeres evidències de l'església de Santa Eulàlia, a l'actual Casa de la Ciutat.
- 1040: El Bisbe Eribau consagra la reforma de la catedral impulsada pel Bisbe Ermengol I

- 1048: Primera fira documentada a la ciutat, celebrada per la Mare de Déu d'Agost i per Sant Miquel de Setembre.
- 1059: Any de documentació del primer edifici amb funcions d'hospital, donat pel prevere Arnall
- 1116: Possible any d'inici de les obres de l'actual Catedral d'Urgell, impulsada pel Bisbe Ot i continuada pels seus successors.
- 1178: Conveni entre els homes d'Ars i el Capítol d'Urgell, en el que seria l'embrió del poder popular a la ciutat.
- 1182-1190: Anys de finalització parcial de la catedral d'Urgell, obra de l'arquitecte de possible origen italià, Ramón Llambard. Fins a l'any 1974 la Catedral no estarà totalment finalitzada.
- Segle XIII: Documentació on se'ns mostra l'existència de dues viles: Vila Nova (Barri de Capdevila) i Vila Vella (Barri de Soldevila o Tredós). Segle de construcció de la Torre de Solsona.
- 1200: Inici de la construcció de les muralles de la ciutat.
- 1210: Pere I eximeix als homes de la ciutat dels tributs reials.
- 1250: Any aproximat de recuperació de la categoria de civitas (Ciutat) per a La Seu (civitas Sedis).
- 1273: Primer emplaçament del convent de Sant Domènec, a fora els murs de la ciutat.
- 1280: Primeres evidències de la institució dels Cònsols a la ciutat.
- 1304: Primera documentació del Carrer dels Jueus, que ens demostra l'existència de jueus instal·lats a la Seu ja des del Segle XIII.
- 1348: Arribada de la Pesta a la Seu, on morí entre un 20% i un 35% de la població total de la Seu, que era d'unes 1300-1400 persones abans de la Pesta.
- 1362: Gran incendi que crema gairebé tot el barri de Capdevila.
- 1364: Trasllat del convent de Sant Domènec a l'interior de les muralles, situat a l'antiga església de Sant Miquel, construïda l'any 1023. L'espai de l'església romànica seria substituït per un edifici gòtic a inicis del Segle XV.
- 1379: Any de construcció de les primeres mesures del Carrer Major.
- 1395: Saqueig i incendi de la ciutat per part del Comte Mateu de Foix
- 1430 : Publicació de l'anomenada Sentència arbitral per part del cardenal Pere de Foix, que posava fi als més que probables enfrontaments entre el poder municipal i el bisbat a la Seu, que tenien lloc des d'inicis del Segle XV.
- 1434: Es comença a escriure el Llibre Vermell del Consolat, el llibre d'Actes.
- 1452: Els cònsols venen l'Hospital Vell al mercader Arnau Capdevila.

#### Història moderna
- 1458: Any d'inici de funcionament de l'Hospital, que no es reformarà però fins al 1460.
- 1462: Inici de la Guerra Civil Catalana, que afectà a tot el territori.
- 1470: Part de la sentència del Cardenal de Foix es transcrita al Llibre de Privilegis, la Carta Magna de la ciutat d'Urgell.
- 1472: Capitulació de Pedralbes i fi de la Guerra Civil Catalana.
- 1473: Es construeix la Casa de la Ciutat sobre l'antiga església de Santa Eulàlia, del Segle XI.
- 1474: Nou esclat de Pesta a la ciutat.
- 1490: El Bisbat d'Urgell passa d'estar integrat al Tribunal de la Inquisició de Lleida, per estar-hi al de Barcelona.
- 1530: Es construeix el Molí de la Ciutat al Portal de Soldevila.
- 1536: Habitants de Castellbó assassinen al Cònsol en cap de la Seu, Jaume de Santmartí, amb l'amenaça dels francesos i hugonots, propera a Andorra.
- 1539: El músic Joan Brudieu és nomenat cantor de la Catedral de la Seu d'Urgell, de la que serà sacerdot des del 1546.
- 1546: S'acorda que des d'aleshores, la moneda de la ciutat tindrà preferència sobre les altres als comerços de la ciutat.
- 1548: El Castell de Ciutat passa a dependre de la jurisdicció reial amb l'extinció del Vescomtat de Castellbó. Primera evidència de què es feia el Cant de la Sibil·la a la Seu amb motiu de la Missa del Gall.
- 1567: S'acorda que els cònsols de la ciutat siguin escollits per antiguitat, dignitat i títol.
- 1576: Es construeix el Convent Agustí de Santa Magdalena.
- 1579: Any de construcció de les mesures que actualment es conserven al Carrer Major.
- 1582: S'organitza la primera defensa a la Seu per l'amenaça dels hugonots, que no s'atreveixen a entrar-hi.
- 1585: Inici de la construcció del convent de Sant Agustí, a l'anomenada "era de la ciutat". És on es troba actualment la Biblioteca Sant Agustí.
- 1586: Mor el Bisbe fra Huc Ambròs de Montcada i els problemes amb el bandolerisme a la Seu s'agreugen.
- 1588: El nou Bisbe, fra Andreu Capella pren possessió del seu càrrec enmig de gran conflictivitat a la ciutat. Els bandolers assassinen 2 veïns de La Seu als murs i 40 francesos ataquen la ciutat al març, tot i que la Seu resisteix.
- 1592: El Papa Climent VIII expedeix la butlla de creació del Seminari de la Seu, situat on hi ha l'actual Casa de la Missió.
- Segle XVI: Possiblement, el Ball Cerdà neix a les acaballes del Segle XVI.
- 1601: Inici de les obres del col·legi de Sant Andreu, el primer dels jesuïtes a la Seu. Les obres finalitzen el 1605.
- 1612: Pau Claris i Casademunt és nomenat canonge d'Urgell, marcant l'inici d'una època de major poder dels Canonges a la Seu, enfrontats amb el Bisbat. El 1638 seria president de la Generalitat.
- 1633: Pau Durán és nomenat nou bisbe d'Urgell, a petició de Felip IV, tot i no arribar a la Seu fins a l'any 1635.
- 1636: Primers enfrontaments entre el nou bisbe i els canonges
- 1637: El Duc de Cardona envia 130 soldats per combatre el bandolerisme. Aquests, s'allotjaren a casa dels canonges per petició del Bisbe, tot i l'oposició d'aquests. Dos canonges foren processats.
- 1639: Últims enfrontaments entre el Bisbe i els Canonges a l'església de Sant Miquel. Quatre canonges foren excomunicats al ferir el vicari general, Dr. Andreu Perpinyà.
- 1640: Fugida de 5 dies dels canonges de la Seu (francòfons) a Arfa, enmig de la Guerra dels Segadors, iniciada el mateix any. Pacte de Pau Claris amb els francesos per enfrontar-se a Felip IV.
- 1641: Greus enfrontaments entre els Canonges de La Seu i els ciutadans d'aquesta pel desenvolupament de la Guerra. El Capítol però, era majoritàriament pro-francès.
- 1650: Mor el Bisbe Pau Duran, declarat enemic capital de la pàtria a Areny de Noguera.
- 1654: Tot i la caiguda de Barcelona el 1652, la guerra no havia acabat del tot i el príncep Conti ocupa pacíficament la Seu, amb la col·laboració dels canonges pro-francesos refugiats al Rosselló. Els canonges de la Seu van fugir a Oliana i li van explicar la caiguda de la ciutat a Felip IV.
- 1657: Els canonges fugits intenten recuperar la Seu marxant Segre amunt (3000 soldats). Però els reforços francesos els van fer recular a les portes de la ciutat.
- 1660 : Es signa la Pau dels Pirineus, que tot i els intents francesos de considerar la Seu com a part del domini de Lluís XIV, obliga als francesos a marxar de la ciutat.
- 1670-1681: Entre aquests anys, Enric Moliné i Coll va editar la Crida que va fer el veguer episcopal, per tal de complir les disposicions bàsiques de convivència i sanitat a la ciutat.
- 1691: L'exèrcit francès torna a atacar la Seu, iniciant un any de continues ocupacions franceses intermitents.
- 1692: S'inicien les primeres reformes al Castell de Ciutat, molt malmès després de les últimes ofensives franceses.
- Segle XVII: Es reforma la Torre de Solsona arran de la Guerra de Successió.
- 1700: Carles II mor i s'inicien una sèrie de grans funerals a la ciutat, no sense polèmica per la poca col·laboració dels canonges, continuant amb les polèmiques d'anys enrere.
- 1701: Els cònsols de la ciutat encarreguen a un pintor un quadre que vinculi Hèrcules amb la ciutat, per aprofitar el mite fundacional.
- 1704: Catalunya proclama com a rei l'arxiduc Carles d'Àustria, en detriment de Felip V. També la Seu, es posa del costat de l'arxiduc Carles III.
- 1705: L'artilleria del Castell de Ciutat baixa en rais fins a Ponts. Llorenç Tomàs i Costa, nascut a la Seu, es converteix en Canceller del Principat de Catalunya.
- 1706: La Seu envia 60 homes per participar en el setge de Barcelona, mentre el castell de Ciutat i les muralles de la Seu es començaven a reparar.
- 1707: Es nomena a Josep Moragues com a governador del castell de Ciutat.
- 1711: Després de l'ofensiva borbònica, les úniques ciutats que restaven al costat de l'arxiduc eren: Barcelona, Tarragona, Tortosa, Puigcerdà i La Seu.
- 1713: Moragues capitula el 28 de setembre, essent La Seu conquerida pels borbònics. La guerra, finalitzaria amb la capitulació de Cardona i Barcelona, l'11 de setembre de 1714.
- 1719: Tropes franceses antiborbòniques ocupen la Seu, restaurant el règim de la insaculació. La Seu fou l'últim lloc de Catalunya en tenir insaculació dels càrrecs municipals.
- 1720: Tropes borbòniques reconquereixen el castell de Ciutat posant fi a l'ocupació francesa.
- 1721: Fundació del Convent de les Monges de la Companyia de Maria.
- 1726: Inici del Llibre de Notes, un dietari redactat pels secretaris de l'Ajuntament de la Seu.
- 1739: Segons el Llibre de Notes, s'inicia aquí una etapa d'inestabilitat climàtica, amb rogatives a Sant Ot i Sant Ermengol perquè fes sol o plogués.
- 1756: Es construeix la capella nova de Sant Ermengol, al transsepte nord de la Catedral.
- 1764: Es fa l'escrivania de plata de la Casa de la Ciutat.
- 1767: Expulsió dels jesuïtes de la Seu i desaparició del Col·legi de Sant Andreu.
- 1786: Primeres reclamacions per a fer un cementeri nou fora de la ciutat, que no es construirà fins al 1830.
- 1788: Gran tongada de terratrèmols a la Seu, que va provocar l'abandó de cases i la reclamació d'obertura de les portes de la muralla.

#### Història contemporània
- 1791: Arribada a la Seu d'un batalló del Regiment d'Infanteria de Sòria davant el perill imminent d'ofensiva francesa a la ciutat. Es requisa l'antic col·legi dels jesuïtes, que passa a ser una caserna militar.
- 1793: A l'inici de la Guerra Gran, arribada dels francesos a la Cerdanya i formació de les primeres tropes fixes de defensa de la ciutat.
- 1794: El dia 10 d'abril les tropes franceses entren a La Seu, tot i que el dia 11 van tornar a la Cerdanya, que es va reconquerir al juliol del 1795.
- 1809: A causa de la Guerra del Francès i la invasió francesa de la Cerdanya, La Seu passa a ser cap del corregiment de Puigcerdà (l'espai administratiu que li corresponia a la Seu segons el Decret de Nova Planta).
- 1822: Les partides realistes, d'ideologia absolutista, ocupen la Seu al juliol i el 15 d'agost constitueixen la Regència d'Urgell, ubicada a la Casa del Deganat (actual Museu Diocesà). Al novembre però els absolutistes són expulsats de la ciutat.
- 1823: L'exèrcit absolutista de la Santa Aliança acaba amb el trienni liberal, torna a Ferran VII al tro i els absolutistes tornen a la Seu.
- 1827: Els frares abandonen el Convent dels Agustins i l'espai se cedeix a la Junta Municipal de Beneficència.
- 1833: Arribada de Mossèn Cinto Verdaguer a la Seu.
- 1839: La Reina Regent M. Cristina concedeix al municipi l'edifici desamortitzat dels Agustins, per fer-hi un hospital civil.
- 1853: Arribada a la Seu del Bisbe Josep Caixal i Estradé, consagrat Bisbe d'Urgell l'any abans.
- 1854: Gran epidèmia de còlera i fundació de l'Associació de Socors Mutus de Sant Sebastià (actual Germandat de Sant Sebastià) per ajudar a combatre l'epidèmia a la ciutat.
- 1857: El Bisbe Caixal presenta el primer projecte de canalització del riu Segre.
- 1859: Arribada a la ciutat d'Anna Maria Janer, germana de la Caritat, per fer-se càrrec de l'Hospital Municipal de Beneficència.
- 1860: Inici de les obres del Seminari de la Seu d'Urgell.
- 1869: Amb l'esclat de la Revolució liberal de La Gloriosa (1868) les monges han d'abandonar l'hospital pel gran clima d'anticlericalisme que s'hi vivia.
- 1874: Coincidint amb les acaballes de la Tercera Guerra Carlina, les monges tornen a la Seu.
- 1875: El general liberal Martínez Campos assetja la Seu, un dels últims reductes carlistes de l'estat. Entre els presoners, es trobava el Bisbe Caixal, que va acabar morint a l'exili a Roma.
- 1890: Arriba la primera vaca (de Suïssa) a la ciutat, fet que marcaria l'inici del canvi econòmic de la ciutat, impulsat per Zulueta i la seva Cooperativa Lletera del Cadí.
- 1882: Es forma l'Audiència de la Seu d'Urgell, amb jurisdicció als partits judicials de La Seu, Solsona, Sort i Viella.
- 1893: Inici d'una gran crisi agrícola al territori causada per la gran plaga de la fil·loxera.
- 1894: Primera petita central elèctrica a la Seu, aprofitant el salt d'aigua del molí.
- 1900: El Doctor Peiró funda l'asil de Sant Josep.
- 1905: Arriben a la Seu els germans de La Salle, al convent de Sant Domènec.
- 1906: Arriba la primera carretera a la Seu, la C-1313.
- 1915: Josep Zulueta i Gomis funda la Cooperativa del Cadí.
- 1918: Inauguració de la primera central telefònica a la Seu.
- 1923: L'Ajuntament de la Seu encarrega a l'arquitecte Joan Bergós la redacció d'un pla d'ordenació urbana.
- 1925: Joaquim Viola Lafuerza funda la Cooperativa Eléctrica Urgelense. S'inaugura també el nou escorxador.
- 1930: Es funda a La Seu el Centre Republicà.
- 1931: El 15 d'abril el nou alcalde de la Seu, Enric Canturri i Ramonet, proclama la República a la ciutat.
- 1933: La Generalitat impulsa a la Seu l'Institut de Segon Ensenyament, conegut més tard com l'Institut Joan Brudieu.
- 1934: Després dels fets d'Octubre, republicans de la Seu amb Canturri al capdavant, proclamen des de l'ajuntament l'Estat Català, fet que els costa l'exili. La Cooperativa del Cadí entra en el sistema de producció moderna adquirint els primers aparells de pasteurització.
- 1936: La Seu comença a coordinar tots els comitès antifeixistes de la comarca, arran l'esclat de la Guerra Civil. Es municipalitza la Cooperativa Eléctrica i la Companyia d'Aigües.
- 1937: El Comitè de Milícies Antifeixistes abandona l'Ajuntament de la Seu.
- 1939: L'exèrcit franquista arriba a La Seu el dia 5 de febrer, provocant un exili col·lectiu d'habitants de la ciutat i la pèrdua de la democràcia.
- 1942: Es funda la Cooperativa del Camp. Primera biblioteca de la ciutat, la Biblioteca de la Caixa de Pensions
- 1943: Primera parella de Gegants de la ciutat, Abd-al-Rahman i Constança.
- 1955: Primera ràdio de la ciutat: Radio Juventud.
- 1957: S'inicia la representació del Retaule de Sant Ermengol als Claustres de la Catedral i es funda el Museu Diocesà d'Urgell.
- 1963: Es funda el Sindicat d'Iniciativa i Turisme de la Seu d'Urgell i comarca.
- 1964: S'inaugura la Palanca sobre el Segre per millorar l'abastiment d'aigües de la ciutat. Es funda el Club Cadí Kanoe-Kayak.
- 1965: Neix el moviment "Juventud Agraria Rural Católica", d'Acció Catòlica i de caràcter progressista i amb lleugers enfrontaments amb el franquisme. Començava una etapa de gran teixit associatiu a la comarca.
- 1968: Neix l'Agrupament Escolta Santa Maria d'Urgell i la Unió Excursionista Urgellenca.
- 1969: Es forma el Cine Club la Seu. Inici de l'oposició popular al franquisme a La Seu, amb l'oposició popular a la construcció del pantà dels Tres Ponts. Es funda l'A.E Sedis. S'inicia el Festival de Música Joan Brudieu.
- 1971: Castellciutat s'incorpora al municipi de La Seu d'Urgell. Es forma el grup comarcal d'Òmnium Cultural a l'Alt Urgell.
- 1975: Es forma el Grup d'Estudis Municipals. Es crea la Central hortofructícola de l'Urgellet.
- 1976: Es formen els Grups de l'Alt Pirineu per aconseguir la recuperació social i econòmica de les comarques de l'Alt Pirineu. Es forma també el Grup Conflent, que participa en la Marxa de la Llibertat del 7 de juliol i s'adhereix a l'Assemblea de Catalunya.
- 1977: El PSUC es converteix en el primer partit en tindre una seu a la Seu després del franquisme i una publicació, "Carrer Major". CDC comença a tenir afiliats a la ciutat. ERC forma una secció local i un espai al carrer de Capdevila.
- 1978: El PSC i UCD inauguren locals propis. Eleccions sindicals a la ciutat, en les que UGT, SOC i CCOO obtenen delegats.
- 1979: Naixement de l'Associació "Amics de la Sardana". Amadeu Gallart i Sort, de la candidatura "Redreçament i Progrés" es converteix en el primer alcalde de la democràcia a La Seu. S'aprova un nou pla d'ordenació urbana.
- 1982: Grans aiguats a la conca del riu Segre que van deixar un total de 14 víctimes mortals.
- 1983: El PSC guanya les segones eleccions democràtiques a la Seu i Joan Ganyet es converteix en el nou alcalde de la ciutat.
- 1984: TV3 s'emet per primera vegada a La Seu.
- 1985: Any d'inici de RàdioSeu.
- 1990: Es comença a construir el polígon industrial "La Seu industrial" i el Parc Olímpic del Segre. Inauguració del claustre de Lluis Racionero al Parc del Valira.
- 1991: Es forma el Centre d'Estudis de l'Alt Urgell.
- 1992: La Seu es converteix en subseu olímpica de l'especialitat de piragüisme en aigües braves dels JJ.OO de Barcelona.
- 1993: Neix el Grup de Diables de l'Alt Urgell.
- 1994: L'edifici de modernista de l'Escorxador es converteix en un equipament cultural de la ciutat.
- 1995: S'inaugura l'actual Biblioteca Sant Agustí.
- 1996: S'impulsa la creació d'una escola d'hostaleria, oberta fins a l'any 2006. Inici d'una gran restauració de la Catedral d'Urgell.
- 1997: Es recupera el Beatus de Lièbana, robat un any abans.
- 1999: Inauguració de la restaurada Catedral d'Urgell.
- 2001: Primer any de celebració del Mercat Medieval dels Canonges.
- 2003: Jordi Ausàs (ERC) guanya les eleccions i esdevé el nou alcalde de la ciutat.
- 2005: Ot i Urgell es converteixen en la nova parella de Gegants de la Seu d'Urgell.
- 2008: Albert Batalla (CiU) es converteix en el nou alcalde de la ciutat.
- 2010: S'inaugura el nou Arxiu Comarcal de l'Alt Urgell.
- 2011: Obre les portes l'Espai Ermengol, al carrer Major de la Seu. La Seu es proclama Ciutat Gegantera de Catalunya durant aquell any. Es beatifica a La Seu Anna Maria Janer.
- 2013: L'històric Ball Cerdà és escollit la "Dansa més viva dels Països Catalans".

## Comtes d'Urgell
Vegeu la llista de comtes d'Urgell.

## Església d'Urgell
Pel que respecta al bisbat d'Urgell, la ciutat de la Seu d'Urgell n'es capital i seu episcopal on també hi ha la Catedral de Santa Maria d'Urgell, edifici central del bisbat. El poder de l'Església es tal en aquesta ciutat que fins i tot nombra el municipi, segons Juan Antonio de Estrada:
| « | «la ciutat d'Urgell» és anomenada comunament «la Seu d'Urgell pel domini i grans preeminencies de la seva Santa Església» | » |

### Història del bisbat

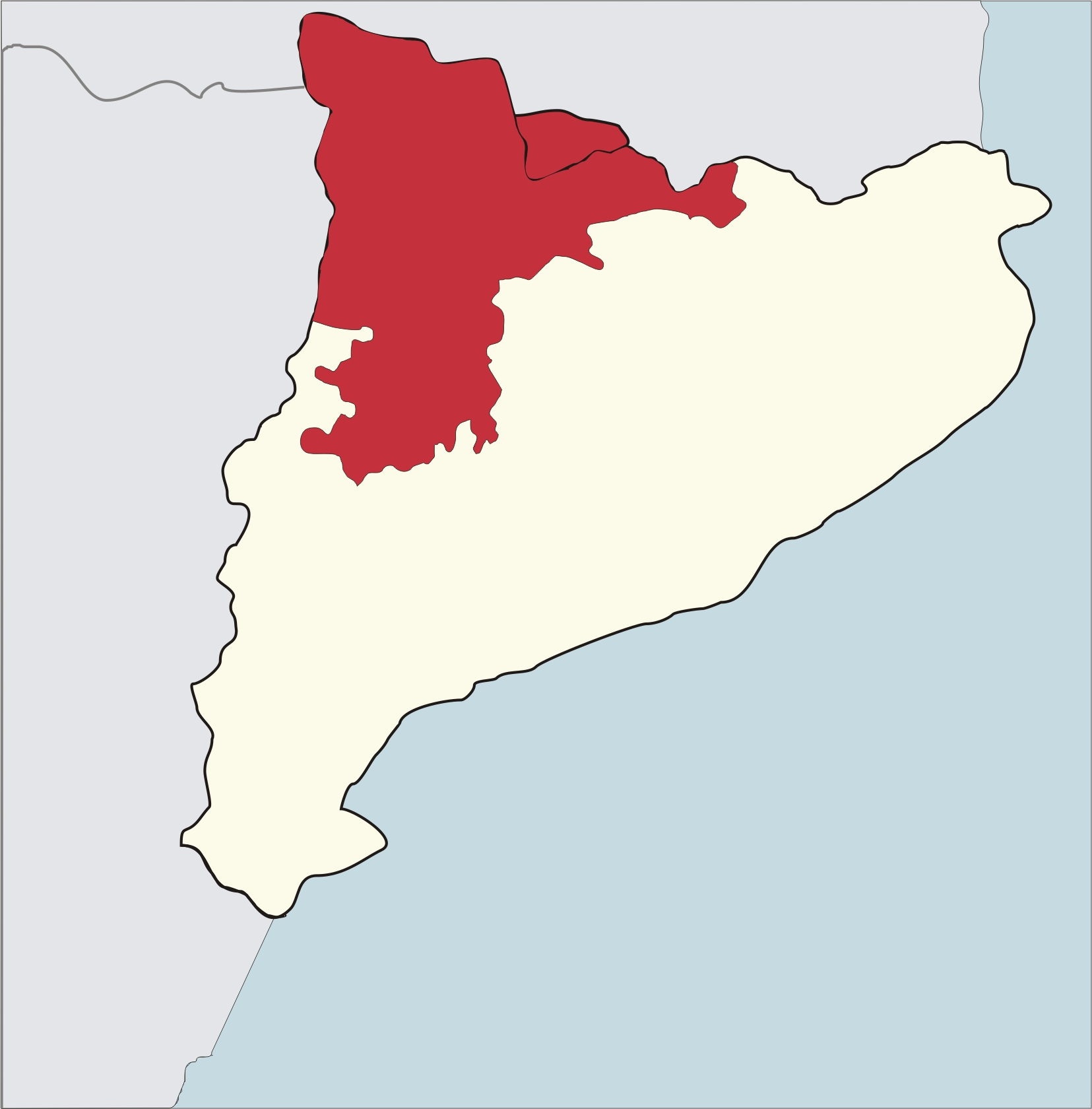
Extensió actual del Bisbat d'Urgell

L'origen del bisbat, sense excloure la possibilitat d'un origen més remot, era ja constituït al començament del segle vi. El primer bisbe conegut, Sant Just, figura entre els participants al concili de Toledo (531) i als de Lleida i València (546). Els seus successors també prengueren part regularment en els concilis de Toledo celebrats al llarg del segle vii. La successió episcopal, malgrat la incertesa de noms i de cronologia, no fou interrompuda, segons sembla, per la invasió sarraïna del 714.
El monaquisme degué ésser introduït al bisbat durant l'època visigòtica. Els monestirs de Tavèrnoles, Gerri, Codinet, Tresponts... són probablement anteriors a la invasió sarraïna. Aquestes fundacions i les posteriors -la Vedella, Elins, Sant Llorenç prop Bagà, Serrateix, la Portella, les Maleses, Villanega, Obeix, Bellera, el Burgal, Lavaix, Alaó, Escales, Ovarra, Taverna, Gualter, etc.-, a partir del segle ix, i seguint l'exemple de la majoria dels cenobis aleshores existents a la Marca Hispànica, sovint varen adoptar l'observança benedictina, la qual va imposar-se com a norma única de vida monàstica al segle següent. Aquests monestirs, al costat de l'organització parroquial i de les canòniques (la Seu d'Urgell, Solsona, Cardona, Organyà, Ponts, Àger, Mur, Tremp), tindrien una gran influència en la cristianització del país i en el seu desenvolupament humà, cultural i econòmic. Les canòniques derivaren en col·legiates arran de la seva secularització (1592) i, a causa de llur decadència, el concordat de 1851 les abolí, juntament amb les altres preexistents (Castellbò, Guissona, Balaguer…). Mur i Àger foren sens dubte les col·legiates canonicals, exemptes de jurisdicció episcopal, més famoses de tot Catalunya.

### Pareatge d'Andorra
Un fet molt important a la història urgellenca es el conflicte amb les Valls d'Andorra. L'Església tenia tan poder al comtat que fins i tot posseïa terres, però, en aquest cas les pergué.
Un precepte carolingi datat de l'any 843 i signat pel rei Carles el Calb menciona l'atribució de les Valls d'Andorra, així com d'altres territoris, al seu fidel Sunifred, comte d'Urgell. Al 988, Borrell II, comte de Barcelona i d'Urgell, cedeix els alous d'Andorra a l'Església d'Urgell a canvi de possessions dins el Comtat de la Cerdanya. Així doncs el bisbe d'Urgell esdevé sobirà temporal de les valls.
Durant el segle xiii se succeeixen un seguit de guerres, lluites i hostilitats entre els bisbes d’Urgell i els comtes de Foix. Tot això acabà amb la pau de l'any 1278 en forma de pareatge. Això però, no va ser definitiu, ja que degut a la falta d'esclariments i els buits legals d'aquest primer pareatge s'hagué de signar un segon l'any 1288. Aquests dos acords reben el nom de Pareatges, convenis entre una senyoria laica i una senyoria eclesiàstica. En el cas concret d'Andorra fou un condomini entre dos senyors, el comte d'Urgell, representat en el bisbe d'Urgell i el comte de Foix.
- Pareatge de 1278: Signat el 8 de setembre de 1278 a Lleida per Pere d’Urtx, bisbe d’Urgell. També hi fou present el rei Pere II de Catalunya-Aragó, que es constitueix com a fiador del seu compliment. És dividí en 11 articles. El pareatge però no es va fer efectiu fins al 7 d’octubre de 1282, quatre anys després quan el papa Martí IV a petició del bisbe d’Urgell, confirma el pareatge.

- Pareatge de 1288: Signat per ratificar el primer pareatge però s'inclouen noves clausures per clarificar assumptes de conflictes entre els dos senyors.

Els pareatges defineixen tres punts clau:
- Justícia: L'exerceixen ambdós senyors, conjuntament, mitjançant dos batlles (encarregats d’administrar la justícia en nom dels senyors).
- Quèstia: Tribut que es pagaria alternativament al bisbe i al comte de Foix. Es fixa per al bisbe una quantitat de 4000 sous i es deixa al comte la llibertat de determinar la quantia que li pertoca.
- Servei militar: Hom reconeix als dos senyors el dret d’exigir als seus súbdits l’host i la cavalcada, amb la reserva de no servir-se’n l’un contra l’altre.

## Cultura Urgellenca

### Tauler d'Escacs d'Ermengol I
El Testament del Comte Ermengol (1008 o 1010) ha estat considerat des de fa anys el primer document històric amb una clara referència als Escacs. A la fi del Segle XIX, però, es van descobrir dos manuscrits en un poema en llengua llatina a l'Abadia benedictina de Einsiedeln, a l'actual Suïssa (Helena M. Gamer, "The Earliest Evidence of Chess in Western Literature: The Einsiedeln Versis, "Speculum, Vol. 29, No. 4. -October 1954-, pp. 734-750). La seva datació ha quedat fixada ens els anys 995-1000 (així, anterior a Ermengol). De com va poder difondre el xatranj àrab fins als Alps, hi ha dos teories, que passaré a indicar a continuació, prèvia una introducció: Els escacs islàmic és l'únic de tots els escacs i «protoescacs» que aconsegueix universalitzar en el curs d'un procés secular, la fase més primerenca es condensa en els centres culturals mediterranis. Entre ells, al sud d'Itàlia i Sicília - on van arribar tant àrabs com romans d'Orient -, però sobretot i molt especialment, a l'Àndalus. A aquesta línia de propagació es deu la difusió del joc a Europa Occidental juntament amb els diversos sabers associats en el mateix, i les empremtes d'aquests, més o menys profundes, es perceben des de la seva implantació inicial. La importància de l'Imperi Romà d'Orient com a focus d'irradiació cap a Europa no s'ha d'exagerar, perquè ni la quantitat de documents (el primer a partir de 1061) ni la qualitat dels mateixos permeten assignar-li un paper protagonista, que d'altra banda vindria contradit per tot el context històric general. El cas a favor de Sud d'Itàlia és molt feble, ja que la dominació dels àrabs a Sicília no va ser, ni de bon tros, de tan llarga durada i esplendor com a Espanya, ni tampoc la posterior dels romans d'Orient, reduïts al Sud de la Península Itàlica. Hi ha qui ha volgut "veure" aquesta via com a vehicle posterior cap centre Europa de l'escacs aràbic (recordem que en aquests moments governava la dinastia dels Otón en l'anomenat Sacre Imperi Romanogermànic, abastant, a més de Roma, tota l'actual Suïssa i Alemanya).

### Llengua urgellenca
Més enllà de l'estructura comtal també trobem elements culturals. Així doncs l'Urgellenc és un dialecte català constitutiu inclòs en lo català nord-occidental actualment parlat a la comarca de l'Alt Urgell, nord de la Noguera (Ponts, Artesa), nord-oest del Solsonès (Sant Llorenç de Morunys, Cambrils, Odèn, Olius) —no confondre amb solsoní— i també al Principat d'Andorra.
Històricament se parlava en tots los territoris que pertanyien històricament al Comtat d'Urgell (d'Andorra fins a Fraga incloent Lleida), però degut a la desaparició del comtat, los territoris històrics d'aquest van anar perdent los trets i mots propis i formant així lo català nord-occidental.
Antigament era confós amb el pallarès perquè era molt semblant. Ara, però, sovint es categoritza erròniament com a nord-occidental estàndard.
Actualment molta gent pensa que s'inclou com a xipella però cal recordar que:
Català -> Bloc Occidental -> Nord-Occidental -> Urgellenc
En origen al Principat de Catalunya, la divisió en comtats era també una divisió lingüística, esdevenint cada comtat un dialecte. Comtat de Ribagorça (Ribagorçà), Comtat de Pallars -Sobirà i Jussà- (Pallarès), Comtat d'Urgell (Urgellenc), Comtat de Cerdanya (Parlar Cerdà), Comtat de Roselló (Rosellonès), Comtat d'Empúries i Girona (Gironí), Comtat d'Osona (Català Central) i el Comtat de Barcelona (Barceloní). La resta de dialectes s'han creat a partir d'aquests (veure les diferencies entre: dialecte constiutiu i dialecte consecitiu).Tot aquest paràgraf sembla una elucubració personal de l'autor que no es pot contrastar en cap font científica.
Cap a 1200, a l'entorn de la col·legiata de Santa Maria d’Organyà, se redactà un text homilètic, més o menys habitual en la Catalunya del moment, amb la particularitat que fou escrit en català. Aquestes Homilies d’Organyà són, actualment, lo text literari en català més antic que se coneix.
Els primers documents feudals escrits íntegrament en català es troben en el segle xi. Entre els textos més antics que es conserven totalment en català, hi ha el Jurament de Radulf Oriol, escrit entre 1028 i 1047 i els Greuges de Caboet, escrit entre 1080 i 1095. Del 1098, data el Jurament de Pau i Treva del comte Pere Ramon de Pallars Jussà al bisbe d'Urgell.

## Moneda
La moneda urgellesa també anomenada "agramuntesa" a seques, fou una moneda pròpia del comtat d'Urgell, que va circular des del segle xii fins al segle xv. També era anomenada agramuntesa perquè s'encunyava sobretot a la ciutat d'Agramunt, tot i que probablement també es va encunyar a Balaguer.[1] Va néixer segurament en temps d'Ermengol V, ja que la referència més antiga d'aquesta moneda data del 1099.[2]
La moneda urgellesa tingué llei de 4 diners (un quatern), valor que es mantingué fins als temps d'Ermengol X o Pere II d'Urgell, després del qual sembla que minvà. Les del comte Pere foren encunyades a Agramunt i a Barcelona.[1] Valia el mateix que els diners aragonesos, els quals circularen per Lleida i Tortosa fins al segle XVI), i inicialment també tenien el mateix valor que els barcelonesos.[2]
A l'anvers d'aquesta moneda hi figurava un bàcul de bisbe, senyal que probablement els bisbes d'Urgell cobraven també alguns drets de l'encunyació de l'agramuntesa.[2]

## Fi del comtat
A la mort sense descendència del rei Martí l'Humà (1410), el comte Jaume d'Urgell, besnet d'Alfons el Benigne, fou un dels aspirants a la Corona. Ara bé, el 1412 al Compromís de Casp, es proclamà rei d'Aragó - Catalunya - València el príncep castellà Ferran de Castella i d'Aragó, dit el d'Antequera (que passà a anomenar-se Ferran I d'Aragó, 1412 - 1416), qui, per línia materna, era net de Pere el Cerimoniós i nebot de Martí l'Humà.
Fou escollit el castellà Ferran de Trastàmara dit el d'Antequera, en detriment de l'altre candidat Jaume II d'Urgell. Fou fruit d'un interregne de dos anys molt violents, amb invasions castellanes, influències del Papa Luna i un conjunt de circumstàncies que acabaren determinant l'elecció de Ferran abans i tot que tingués lloc el Compromís.

### Revolta del comte d'Urgell
La revolta del comte d'Urgell és l'aixecament militar de Jaume II d'Urgell contra el rei Ferran d'Antequera, el juny del 1413, fruit del desacord amb el resultat del Compromís de Casp, en què Jaume es presentà com a candidat per a succeir al rei d'Aragó Martí l'Humà, però la decisió final dels compromissaris no li fou favorable.
El 1413, Jaume d'Urgell es rebel·là contra Ferran d'Antequera; dominada la revolta del comte d'Urgell, el nou rei desposseí Jaume de tots els seus dominis, i el condemnà a presó perpètua. Aleshores, el comtat d'Urgell s'incorporà als dominis de la Corona.

Aquesta revolta tingué origen en la frase que sobretot la seva mare però també el seu entorn en general li repetien constantment:
| «                                                    | Fill, o rei o no res | » |
| — Margalida de Montferrat, mare de Jaume II d'Urgell |                      |   |